# پورت ویکفیلد (استرالیای جنوبی)
پورت ویکفیلد (به انگلیسی: Port Wakefield) یک شهرک در استرالیا است که در استرالیای جنوبی واقع شده‌است.